# 이신성 (배우)
이신성(1980년 10월 18일 ~ )은 대한민국의 배우이다.

## 학력
- 서울예술대학교 연극과

## 출연작

### 영화
- 《봉태리》 (2023년) - 사장(황기욱) 역
- 《카센타》 (2019년) - 민 소장 역
- 《1987》 (2017년) - 신성호 기자 역
- 《아이 캔 스피크》 (2017년) - 최현욱 기자 역
- 《석조저택 살인사건》 (2017년) - 천희 삐끼 역
- 《나의 독재자》 (2014년) - 상황실 직원 역
- 《동창생》 (2013년) - 동섭 역
- 《적과의 동침》 (2011년) - 택수 역
- 《무적자》 (2010년) - 광희 역
- 《대한민국 1%》 (2010년) - 권 상병 역
- 《즐거운 우리집》 (2009년)
- 《비열한 거리》 (2006년) - 김병식 역

### 드라마
- 《스위트홈》 (2020년, 넷플릭스) - 남상원 역
- 《의사요한》 (2019년, SBS)
- 《당신의 하우스헬퍼》 (2018년, KBS2) - 유한길 역
- 《슬기로운 감빵생활》 (2017년, tvN) - 남사장 역
- 《마녀의 법정》 (2017년, KBS2) - 이상현 역
- 《피고인》 (2017년, SBS) - 고동윤 역
- 《캐리어를 끄는 여자》 (2016년, MBC) - 김영모 역
- 《피리부는 사나이》 (2016년, tvN) - 정수경 / 피리부는 사나이 역
- 《여왕의 꽃》 (2015년, MBC) - 성수 역
- 《하녀들》 (2015년, JTBC) - 종대 역
- 《오렌지라이트》 (2014년, 웹드라마) - 희석 역
- 《짝패》 (2011년, MBC) - 봉삼 역

### 뮤지컬
- 《영웅을 기다리며》 (2012년) - 사스케 역
- 《결혼》 (2012년) - 남자 역
- 《주유소 습격사건》 (2009년) - 빼인트 역
- 《19 그리고 80》 (2008년) - 헤롤드 역
- 《천사의 발톱》 (2007년) - 태풍 역
- 《폴 인 러브》 (2006년) - 지석 역
- 《그리스》 (2005년) - 소니 역
- 《터널》 (2004년) - 민구 역

### 연극
- 《연애시대》 (2013년) - 리이치로 역
- 《로미오와 줄리엣》  (2013년) - 블랙 역
- 《30분의7》 (2011년) - 종욱 역
- 《오빠가 돌아왔다》 (2012년) - 오빠 역
- 《뷰티풀 선데이》 (2008년) - 이준석 역
- 《클로져》 (2008년) - 대현 역